# 加茂看護専門学校
加茂看護専門学校（かもかんごせんもんがっこう）は、愛知県豊田市にある、JA愛知厚生連が経営する私立看護専門学校である。
豊田厚生病院に隣接しており、主たる実習はこちらで行う。

## 沿革
- 1964年（昭和39年）
  - 4月 - 愛知県厚生農業協同組合連合会附属加茂准看護婦学院開設 中野信雄 初代学院長に就任
  - 7月 - 加茂病院第2病棟3階を学院・寮として新設
- 1966年（昭和41年）5月 - 愛知県厚生農業協同組合連合会附属加茂准看護婦学院 設置認可
- 1974年（昭和49年）1月 - 真野春彦 学院長に就任
- 1975年（昭和50年）4月 - 学院寄宿舎 移転
- 1979年（昭和54年）12月 - 生徒定員30名を40名に変更
- 1980年（昭和55年）
  - 3月 - 学院校舎新築による移転
  - 4月 - 武市政之 学院長に就任
- 1982年（昭和57年）12月 - 看護婦養成所 指定認可
- 1983年（昭和58年）
  - 1月 - 私立専修学校 設置認可
  - 4月 - 愛知県厚生農業協同組合連合会加茂看護専門学校 開校 武市政之 学校長に就任
- 1990年（平成2年）4月 - 妹尾知已 学校長に就任
- 2000年（平成12年）4月 - 加藤活大 学校長に就任
- 2006年（平成18年）4月 - 片田直幸 学校長に就任
- 2008年（平成20年）1月 - 豊田市浄⽔町伊保原654-1に新築移転
- 2015年（平成27年）4月 - 梶田光春 学校長に就任

## 課程・学科
- 専門課程
  - 医療分野